# Île-aux-Moines
Île-aux-Moines en idioma francés y oficialmente, Enizenac'h en bretón,  es una isla, una localidad y una comuna francesa en la región administrativa de Bretaña , en el departamento de Morbihan. La isla está localizada en un pequeño archipiélago, en el golfo de Morbihan. 
Forma junto a otras 14 islas o archipiélagos del litoral atlántico la asociación de las Îles du Ponant.
Sus habitantes reciben el gentilicio en idioma francés de Ilois e Iloises.

## Demografía
| 711 | 588 | 590 | 617 | 610 | 610 |
| Para los censos de 1962 a 1999 la población legal corresponde a la población sin duplicidades (Fuente: INSEE [Consultar]) |     |     |     |     |     |